# مطار جينشانغ جينشوان
مطار جينشانغ جينشوان (بالإنجليزية: Jinchang Jinchuan Airport)‏ و(بالصينية: 金昌金川机场) (إياتا: JIC، إيكاو: ZLJC) مطار عام يقع بمدينة جينشانغ في الصين. يبلغ طول المدرج 3000 م. بني المطار باستثمار 343 مليون يوان، وافتتح في 29 أغسطس 2011. وهو سادس مطار مدني في قانسو وأول مطار يتم بناؤه منذ عام 1982.

## شركات الطيران والوجهات
| شركـات طيـران         | الوجهات                                              |
| --------------------- | ---------------------------------------------------- |
| 9 Air                 | مطار قوانغتشو باييون الدولي، مطار لانتشو تشونغ تشوان |
| Chengdu Airlines      | مطار تشنغدو تيانفو الدولي، مطار لانتشو تشونغ تشوان   |
| خطوط شرق الصين الجوية | مطار شيان شيانيانغ الدولي                            |
| Hebei Airlines        | مطار بكين داشينغ الدولي                              |
| خطوط جونياو الجوية    | مطار لانتشو تشونغ تشوان، مطار شانغهاي بودنغ الدولي   |

## وصلات خارجية
- http://www.flightstats.com/go/Airport/airportDetails.do?airportCode=JIC